# Cardiff Metropolitan University
Die Cardiff Metropolitan University (walisisch Prifysgol Metropolitan Caerdydd), ehemals University of Wales Institute, Cardiff (UWIC; walisisch Prifysgol Athrofâu Cymru, Caerdydd (PACC)), allgemein auch als Cardiff Met bezeichnet, ist eine walisische Universität in Cardiff.

## Geschichte
Zu den ursprünglich vier Vorgängerinstitutionen gehörten die Cardiff School of Art (gegr. 1865), das Cardiff College of Food Technology and Commerce (gegr. 1940), das Cardiff Teacher Training College (gegr. 1950) sowie das Llandaff Technical College (gegr. 1954). 1976 fusionierten die vier unabhängigen Colleges zum South Glamorgan Institute of Higher Education, das 1990 seinen Namen in Cardiff Institute of Higher Education änderte. 1992 wurde es als unabhängige Institution Mitglied der föderalen University of Wales und wurde 1996 als University of Wales Institute, Cardiff zum unabhängigen College innerhalb der University of Wales. 2011 wurde die Cardiff Metropolitan University schließlich unabhängig und erhielt ihren heutigen Namen.